# Вартапетян, Гамлет Арутюнович
Га́млет Арутю́нович Вартапетя́н (арм. Համլետ Հարությունի Վարդապետյան; 26 мая 1927, Ереван — 22 января 2013, там же) — армянский физик, специалист по экспериментальной физике.
Академик АН Армянской ССР (1977, член-корреспондент с 1968), доктор физико-математических наук (1961), профессор (1972). Лауреат Государственной премии Армянской ССР в области науки и техники (1980).
Исследования относятся к ядерной физике низких и высоких энергий, физике элементарных частиц. Доказал влияние структуры ядер на величину коэффициента внутренней конверсии {\displaystyle \gamma }-излучения для определённого класса запрещённых {\displaystyle \gamma }-переходов. Впервые подтвердил теоретическое предсказание о кварковой структуре {\displaystyle \eta }-резонанса.

## Биография
Гамлет Арутюнович Вартапетян родился 26 мая 1927 года в Ереване, в семье учителей.
В 1930 году семья Вартапетянов переезжает в Париж. В 1941—1944 годах Гамлет вместе с родителями участвует в Движении Сопротивления, в группе Мисака Манушяна. Гамлет Вартапетян становится членом и одним из лидеров Союза армянской молодёжи Франции. С 1948 года был членом Коммунистической партии Франции.
В Париже Гамлет Вартапетян получил начальное образование, там же он окончил колледж и стал бакалавром математики. В 1952 году Гамлет Вартапетян окончил Высшую школу промышленной физики и химии в Париже как инженер-физик. В 1953 году он окончил Парижский университет (Сорбонну).
Начиная с 1952 года Гамлет Вартапетян работал в лаборатории имени Кьюри Радиевого института Национального центра научных исследований в Париже. Его научным руководителем был известный физик, лауреат Нобелевской премии Фредерик Жолио-Кюри. В 1957 году Гамлет Вартапетян защитил докторскую диссертацию. В 1957—1958 годах работал в Институте ядерной физики в Орсе.
В 1958 году Гамлет Вартапетян вместе с семьëй вернулся в Советскую Армению — Ереван. С того же года он работал в Физическом институте АН Армянской ССР (с 1962 года — Ереванский физический институт) как заведующий лабораторией. В 1961 году защитил диссертацию на соискание учëной степени доктора физико-математических наук. В 1964 году вступил в КПСС. В 1968 году был избран членом-корреспондентом АН Армянской ССР, а в 1972 году получил учёное звание профессора. В 1974—1993 годах Гамлет Вартапетян был заместителем директора Ереванского физического института по научной работе. Он возглавлял проводимые и институте экспериментальные физические исследования на ускорителе.
С 1968 по 2008 год Гамлет Вартапетян преподавал в Ереванском государственном университете в должности профессора, а в 1969—1974 годах являлся заведующим кафедрой ядерной физики.
В 1977 году Гамлет Вартапетян был избран действительным членом АН Армянской ССР.
В 1992—2008 годах Гамлет Вартапетян был полномочным представителем Правительства Республики Армения в Объединённом институте ядерных исследований в Дубне. С 1996 по 2013 год являлся членом Совета безопасности атомной энергетики при Президенте Республики Армения.
Гамлет Арутюнович Вартапетян был членом Научных советов по физике электромагнитных взаимодействий и по координации научной деятельности Академий наук при Отделении ядерной физики АН СССР, членом редакционной коллегии журнала «Известия АН Армянской ССР. Физика». Он является автором более 160 научных работ.
Гамлет Арутюнович Вартапетян скончался 22 января 2013 года в Ереване.

## Научная деятельность
Научные исследования Гамлета Арутюновича Вартапетяна относятся к экспериментальной физике. Среди его научных интересов — методы детектирования ядерных излучений, ядерная спектроскопия, физика высоких энергий и элементарных частиц с помощью электронных и фотонных пучков, поляризация в фотоядерных реакциях, излучение каналированных электронов в монокристаллах.
В период работы во Франции в 1952—1958 годах Гамлет Вартапетян совместно с коллегами выполнил ряд исследований в области ядерной спектроскопии. Им были выполнены работы по методике эксперимента: впервые были использованы сцинтилляционные детекторы на основе кристаллов {\displaystyle \mathrm {Na} \mathrm {I} (\mathrm {Tl} )} для спектроскопии короткоживущих возбуждённых ядерных уравнений (10−8 — 10−10 с). В экспериментальных данных, полученных Гамлетом Вартапетяном в 1952—1961 годах был обнаружен новый класс {\displaystyle \gamma }-излучения в спектрах деформированных ядер, который отсутствовал в известных теоретических моделях Бора, Моттельсона, Нильссона.
С 1965 года научная деятельность Гамлета Вартапетяна связана с постановкой и проведением экспериментов на Ереванском электронном синхротроне. Под его руководством была создана крупная экспериментальная установка, на которой была осуществлена широкая программа экспериментов по фоторождению мезонов на нуклонах и ядрах. Он совершил эксперименты по фоторождению одиночных пионов и {\displaystyle \eta ^{0}}-мезонов на ядрах. Он впервые в процессах фоторождения экспериментально определил полное сечение взаимодействия короткоживущей частицы ({\displaystyle \eta ^{0}}-мезона) с нуклоном. Полученные экспериментальные результаты по {\displaystyle G_{\eta N}} подтвердили кварковую структуру {\displaystyle \eta ^{0}}-мезона. За цикл работ по фоторождению мезонов на ядрах Гамлет Вардапетян вместе с коллегами был удостоен Государственной премии Армянской ССР за 1980 год.
В 1978 году новый эффект в излучении ультра-релятивистских электронов в монокристаллах (так называемое излучение в режиме каналирования) был обнаружен в экспериментах Гамлета Вартапетяна.
В 1998 году, эксперимент фоторасщепления дейтрона поляризованными фотонами Гамлетом Вартапетяном был успешно проведён, где впервые было показано нарушение сохранения адронной жесткости для эксклюзивных фотореакций в режиме масштабирования.
В 2005 году степень поляризации ({\displaystyle P_{\gamma }}) пучка с энергией {\displaystyle E_{\gamma }=1,0} ГэВ впервые был измерен на Ереванском электронном синхротроне Гамлетом Вартапетяном.
- Experimental study of photon beam polarimetry based on nuclear {\displaystyle e^{+}e^{-}} pair production in an amorphous target (англ.) // Nuclear Instruments and Methods in Physics Research Section A: Accelerators, Spectrometers, Detectors and Associated Equipment. — 2007. — Vol. 579, no. 3. — P. 973—978. — arXiv:physics/0610112.
- A photon beam polarimeter based on nuclear {\displaystyle e^{+}e^{-}} pair production in an amorphous target (англ.) // Nuclear Instruments and Methods in Physics Research Section A: Accelerators, Spectrometers, Detectors and Associated Equipment. — 2005. — Vol. 546, no. 3. — P. 376—384.
- Measurement of the cross-section asymmetry of the reaction {\displaystyle \gamma p\rightarrow \pi ^{0}p} in the resonance energy region {\displaystyle E_{\gamma }=0.5-1.1} GeV (англ.) // Physical Review C. — 2001. — Vol. 63. — arXiv:nucl-ex/0011006.
- Measurement of the cross-section asymmetry of deuteron photodisintegration process by linearly polarized photons in the energy range {\displaystyle E_{\gamma }=0.8-1.6} GeV (англ.) // The European Physical Journal. A. — 2000. — Vol. 8, no. 3. — P. 423—428.
- Deuteron photodisintegration by linearly polarized photons in the energy region 0.3—1.0 GeV (англ.) // Journal of Physics G: Nuclear and Particle Physics. — 1991. — Vol. 17, no. 8. — P. 1189—1196.
- Single {\displaystyle \pi ^{-}} Meson Photoproduction on Neutrons by Linearly Polarized Photons in the Third and Fourth Resonance Region (англ.) // Journal of Physics G: Nuclear and Particle Physics. — 1989. — Vol. 15, no. 12. — P. 1797—1803.
- Измерение поляризационных параметров {\displaystyle \Sigma ,T,P} для {\displaystyle \pi ^{0}}. Фоторождение на {\displaystyle e(\gamma )=0.9-1.35} ГэВ // Ядерная физика. — 1989. — № 50. — С. 1341—1347.
- Сужение конуса излучения релятивистских электронов в ориентированном кристалле алмаза // Письма в ЖЭТФ. — 1986. — Т. 44. — С. 153—155.
- Поляризационные параметры {\displaystyle \Sigma ,T,P} для реакции {\displaystyle \gamma p\rightarrow p\pi ^{0}} в интервале энергий 0.9—1.5 ГэВ для {\displaystyle \Theta _{\pi ^{0}}^{\ast }=120^{\circ }} // Письма в ЖЭТФ. — 1986. — Т. 44. — С. 341—344.
- Исследование реакции фоторасщепления дейтрона линейно-поляризованными фотонами в области энергий {\displaystyle E(\gamma )=0,4-0,8} ГэВ (недоступная ссылка — история) // Ядерная физика. — 1985. — № 41. — С. 1401—1409.
- Асимметрия сечения реакции {\displaystyle \gamma d\rightarrow \pi ^{0}d} линейно поляризованными {\displaystyle \gamma }-лучами в области 500—700 МэВ и для угла {\displaystyle \Theta _{\pi ^{0}}^{\ast }=130^{\circ }} // Письма в ЖЭТФ. — 1984. — № 39. — С. 710—713.
- Асимметрия сечения реакции {\displaystyle \gamma d\rightarrow pN} индуцированной линейно поляризованными {\displaystyle \gamma }-лучами в области энергий {\displaystyle E_{\gamma }=0.4-0.8} ГэВ и для углов {\displaystyle \Theta _{p}^{\ast }=45^{\circ }-95^{\circ }} // Письма в ЖЭТФ. — 1984. — № 39. — С. 239—241.
- Измерение {\displaystyle P_{\gamma }}-составляющей вектора поляризации протонов отдачи в реакции фоторождения {\displaystyle \pi ^{0}}-мезона для угла {\displaystyle \Theta _{\pi ^{0}}^{\ast }=60^{\circ }} в резонансной области // Ядерная физика. — 1983. — № 37. — С. 334—337.
- Вартапетян Г. А., Пилипосян С. Е. Измерения асимметрии сечения поляризованными фотонами и модели фотообразования {\displaystyle \eta ^{0}}-мезонов в области энергий {\displaystyle E_{\gamma }=1-2} ГэВ (недоступная ссылка — история) // Ядерная физика. — 1980. — № 32. — С. 1553—1559.
- {\displaystyle \pi ^{0}} and {\displaystyle \pi ^{+}} production with Polarized Photons in the Energy Range 1—2 GeV (англ.) // Physics Letters B. — 1974. — Vol. 48, no. 5. — P. 463—466.
- {\displaystyle \eta }-meson photoproduction on nuclei and determination of {\displaystyle \eta N}-interaction total cross-section (англ.) // Physics Letters B. — 1973. — Vol. 44, no. 3. — P. 301—304.
- Магнитный спектрометр для обнаружения частиц в области до 4 ГэВ/с // Приборы и техника эксперимента. — 1973. — № 2. — С. 60—62.
- Single {\displaystyle \pi ^{\pm }} photoproduction from complex nuclei at 2 and 3 GeV (англ.) // Physics Letters B. — 1972. — Vol. 38, no. 7. — P. 544—548.
- Ядерное фотоделение сечения для фотонов с энергией до 5 ГэВ. Сверхгигантный резонанс в фотоядерных реакциях // Ядерная физика. — 1971. — № 14. — С. 65—72.
- Hamlet Vartapetian. Contribution à l'étude des probabilites de transition {\displaystyle \gamma } par la méthode des coïncidences retardées application à quelques transitions dipolaires électriques et magnétiques (фр.) // Université de Paris : dissertation. — Paris, 1958.

## Награды
- Орден Трудового Красного Знамени (1971)[17][7].
- Орден «Знак Почёта» (1976)[17][7].
- Медаль Анании Ширакаци[9].
- Государственная премия Армянской ССР (1980) — за цикл работ по фоторождению мезонов на ядрах[7].
- Почётная грамота АН Армянской ССР «Мецарман гир» (1986)[10].